# Vosbučių kaimo apylinkės
Vosbučių kaimo apylinkės este o arie protejată (arie specială de conservare — SAC, sit de importanță comunitară — SCI) din Lituania întinsă pe o suprafață de 154 ha, integral pe uscat.

## Localizare
Centrul sitului Vosbučių kaimo apylinkės este situat la coordonatele 55°21′51″N 23°39′03″E / 55.3642°N 23.6508°E.

## Înființare
Situl Vosbučių kaimo apylinkės a fost declarat sit de importanță comunitară în august 2008 pentru a proteja 1 specie de animale. Situl a fost protejat și ca arie specială de conservare în ianuarie 2021.

## Biodiversitate
Situată în ecoregiunea boreală, aria protejată conține 8 habitate naturale: Cursuri de apă de la nivel de câmpie la nivel montan, cu vegetație Ranunculion fluitantis și Callitricho-Batrachion, Pajiști uscate seminaturale și facies de acoperire cu tufișuri pe substraturi calcaroase (Festuco-Brometalia) (* situri importante pentru orhidee), Liziere de ierburi înalte hidrofile de câmpie și de nivel montan până la alpin, Pajiști aluvionare boreale nordice, Fânețe de joasă altitudine (Alopecurus pratensis, Sanguisorba officinalis), Pante stâncoase silicioase cu vegetație casmofită, Păduri pe pante, grohotișuri și ravene de Tilio-Acerion, Păduri aluvionare cu Alnus glutinosa și Fraxinus excelsior (Alno-Padion, Alnion incanae, Salicion albae).
La baza desemnării sitului se află o specie protejată de  mamifere: vidră de râu (Lutra lutra).
Pe lângă speciile protejate, pe teritoriul sitului au mai fost identificate 8 specii de plante, 2 specii de păsări, 1 specie de nevertebrate.